# CLCN1
CLCN1‏ (Chloride voltage-gated channel 1) هوَ بروتين يُشَفر بواسطة جين CLCN1 في الإنسان.